# 음력 4월 15일
음력 4월 15일은 음력 4월의 15번째 날이다.

## 사건
- 1592년 - 동래성 전투 발발. (임진왜란 중)
- 2006년 - 검찰이 황우석 전 서울대 교수의 논문 조작 사건 최종 수사 결과를 발표하다.
- 2015년 - 
  - 중동호흡기증후군 코로나바이러스 최초 발병 환자와 접촉한 후 유사한 증세를 앓아온 환자가 경기도의 한 지방병원에 입원 중 사망했다.
  - 중국 후베이성 젠리 현 부근 양쯔 강에서 둥팡즈싱 호가 침몰해 456명 중 14명이 구조되었고, 65명이 사망하였으며 377명은 실종되었다.

## 문화
- 1995년 - SBS네트워크가 출범됨에 따라 부산방송, 대구방송, 광주방송, 대전방송 등 4개의 민영방송 텔레비전이 개국하였다.
- 2015년 - 울산대교 개통.

## 탄생
- 1555년 - 조선 14대 국왕 선조의 정비 의인왕후.
- 1952년 - 대한민국의 배우 이덕화.
- 1957년 - 대한민국의 정치인 황교안.
- 1979년 - 대한민국의 가수, 배우 이효리 (핑클).

## 사망
- 1474년 - 조선 9대 국왕 성종의 정비 공혜왕후

## 기념일
- 불교의 하안거 결제일

## 같이 보기
- 음력 360일: 1월 2월 3월 4월 5월 6월 7월 8월 9월 10월 11월 12월
- 전날:4월 14일 다음날:4월 16일 - 전달:3월 15일 다음달:5월 15일
- 양력:4월 15일
- 음력, 윤달